# 김종석 (1963년)
김종석(한국 한자: 金宗錫, 1963년 5월 31일 ~ )은 대한민국의 전 축구 선수이며, 포지션은 수비수였다.